# Liste der Monuments historiques in La Forest-Landerneau
Die Liste der Monuments historiques in La Forest-Landerneau führt die Monuments historiques in der französischen Gemeinde La Forest-Landerneau auf.

## Liste der Bauwerke
| Bezeichnung                                  | Beschreibung | Standort | Kennzeichnung | Schutzstatus | Datum | Bild           |
| -------------------------------------------- | ------------ | -------- | ------------- | ------------ | ----- | -------------- |
| Reste des Château de Joyeuse Garde (Schloss) |              | (Lage)   | PA00089961    | Classé       | 1975  | weitere Bilder |
| Manoir de la Grande Palud (Herrenhaus)       |              | (Lage)   | PA29000078    | Inscrit      | 2014  |                |